# Caudron C.91
Le Caudron C.91 était un biplan français monomoteur avec une cabine fermée de quatre places. Il a volé pour la première fois en 1923.